# Oratorio di San Martino (Bardi)
L'oratorio di San Martino è un luogo di culto cattolico dalle forme neoclassiche, situato a Rugarlo, frazione di Bardi, in provincia di Parma e diocesi di Piacenza-Bobbio; è sussidiario della parrocchiale di San Giovanni Battista e della Beata Maria Vergine Addolorata di Bardi e fa parte del vicariato della Val Taro e Val Ceno.

## Storia
Il luogo di culto originario fu costruito in epoca medievale; la più antica testimonianza della sua esistenza risale al 1167, quando la chiesa e le terre di Villam Riogavuli furono donate, insieme ad altri beni, al monastero di San Salvatore di Val di Tolla da parte dell'imperatore del Sacro Romano Impero Federico Barbarossa.
Il tempio fu ricostruito in stile neoclassico alla fine del XVIII secolo; in quegli stessi anni la chiesa fu unita a quella di San Lorenzo di Chiesabianca per costituire un'unica parrocchia.

## Descrizione

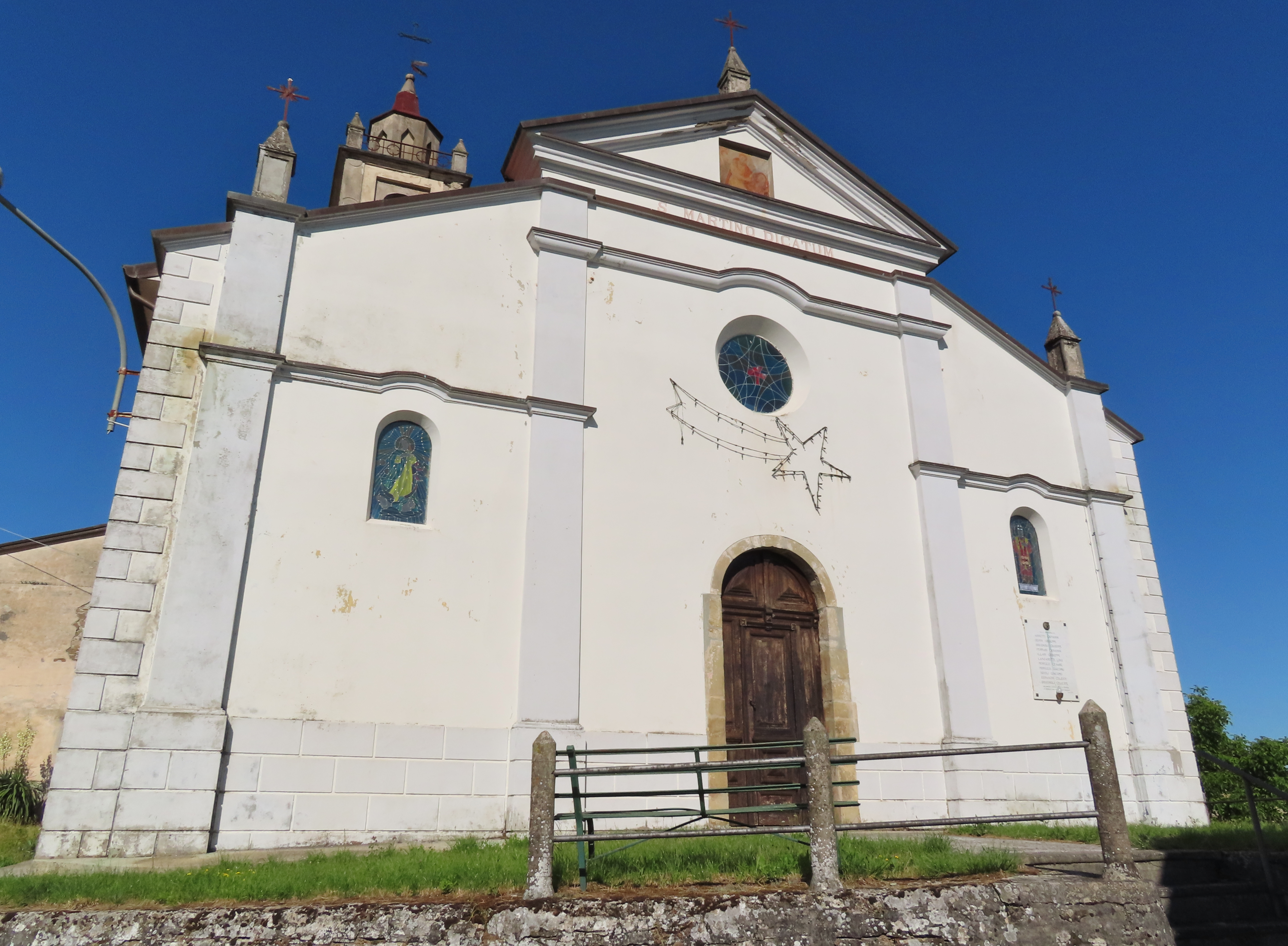
Facciata

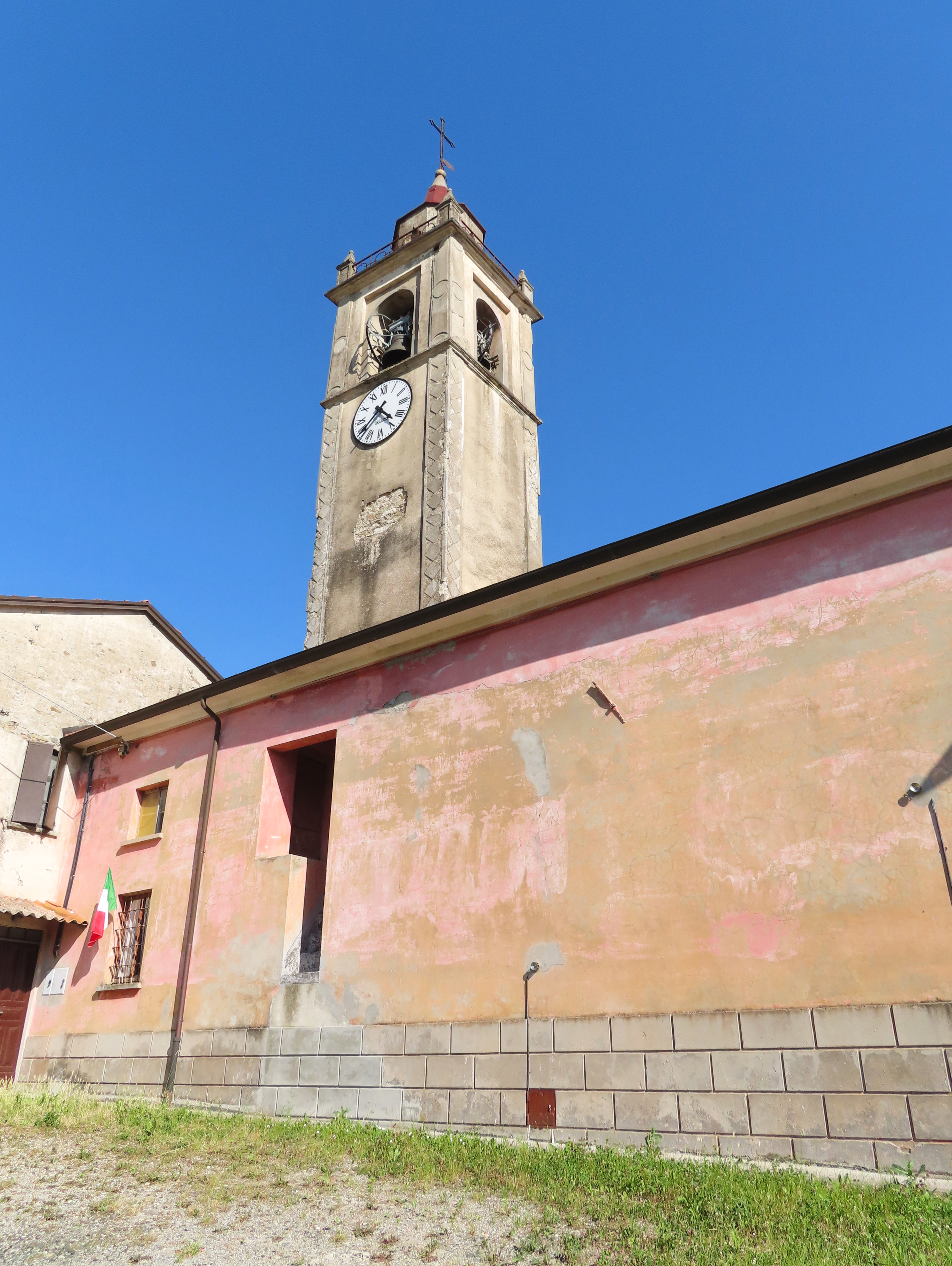
Campanile e lato nord

L'oratorio si sviluppa su un impianto a tre navate, con ingresso a ovest e presbiterio a est.
La simmetrica facciata a salienti, interamente intonacata come il resto dell'edificio, è tripartita da quattro lesene, elevate su un basamento in finto bugnato; orizzontalmente ogni porzione è scandita da un cornicione mistilineo, di cui quello centrale collocato in posizione più elevata; nel mezzo è posto l'ampio portale d'ingresso ad arco a tutto sesto, delimitato da una cornice in conci di pietra; più in alto si apre un rosone strombato, mentre ai lati si trovano due monofore a tutto sesto; in sommità nel mezzo si erge sulla trabeazione, contenente l'iscrizione S. MARTINO DICATUM, un frontone triangolare con cornice modanata, al cui centro è collocato all'interno di una nicchia rettangolare un dipinto raffigurante San Martino. Ai lati corre lungo gli spioventi del tetto un cornicione in rilievo; le lesene esterne, affiancate dagli spigoli in finto bugnato del prospetto, sono coronate da pinnacoli piramidali.
I fianchi si elevano su un basamento in finto bugnato, in continuità con la facciata; al termine del lato sinistro si erge il campanile, decorato con specchiature rettangolari; la cella campanaria si affaccia sulle quattro fronti attraverso ampie monofore ad arco a tutto sesto, delimitate da lesene; in sommità, oltre il cornicione in aggetto, si erge tra quattro piccoli pinnacoli piramidali una lanterna a base ottagonale, illuminata da quattro aperture a tutto sesto alternate ad altrettante nicchie; a coronamento si staglia un'aguzza guglia in rame. Sul retro si apre al centro del presbiterio una finestra quadrilobata.
All'interno la navata centrale, coperta da una volta a botte lunettata, è separata dalle laterali, voltate a botte, da tre ampie arcate a sesto ribassato, rette da pilastri ornati con lesene doriche.
Il presbiterio, lievemente sopraelevato, è scandito in due campate, chiuse superiormente da volte a botte, da lesene doriche, a sostegno del cornicione perimetrale modanato; al centro è collocato l'altare maggiore marmoreo retto da colonnine, con paliotto in ottone ornato con la raffigurazione del monogramma di Cristo, mentre sulla sinistra si trova l'ambone in bronzo, decorato frontalmente con una croce; sul fondo si apre in sommità un'apertura quadrilobata.